# NGC 1850
NGC 1850 је расејано звездано јато у сазвежђу Златна риба које се налази на NGC листи објеката дубоког неба.
Деклинација објекта је - 68° 45' 42" а ректасцензија 5h 8m 44,8s. Привидна величина (магнитуда) објекта NGC 1850 износи 9,0. NGC 1850 је још познат и под ознакама ESO 56-SC70.